# Cupra
SEAT Cupra SAU, відомий під торговою маркою Cupra і раніше відомий як SEAT Sport ― спортивний підрозділ іспанського виробника автомобілів SEAT, заснований 1985 році на основі "Відділу спеціальних автомобілів SEAT", що створений в 1971 році з метою забезпечити участь бренду в ралі-чемпіонатах. Підрозділ виготовляє автомобілі для участі у змаганнях, а також розробляє високоефективні версії дорожніх автомобілів SEAT. Результатом цих зусиль було отримання компанією SEAT найпрестижнішого титулу на чемпіонатах FIA, трьома завоюваннями з SEAT Ibiza Kit-Car на чемпіонаті світу з ралі FIA 2L (WRC) (1996, 1997, 1998) та двократним нагородженням SEAT León у чемпіонаті світу з туристичних автомобілів FIA (WTCC) (2008, 2009).
У 2018 році SEAT створив бренд Cupra як свою незалежну високопродуктивну марку, і офіційно SEAT Sport було замінено на Cupra Racing.
У березні 2024 року підрозділ Cupra оголосив про намір вийти на ринок США «до кінця десятиліття».

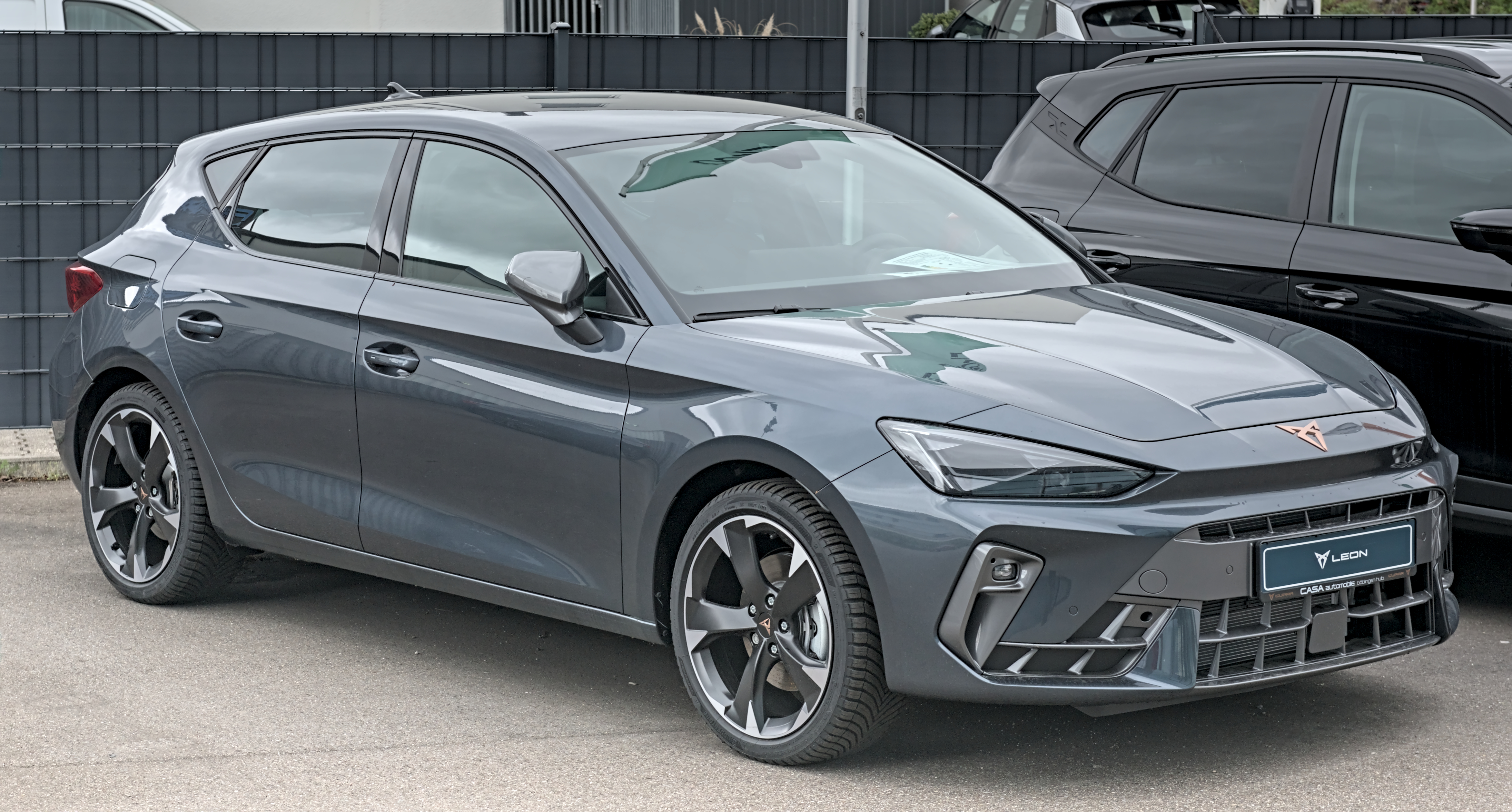
Cupra León
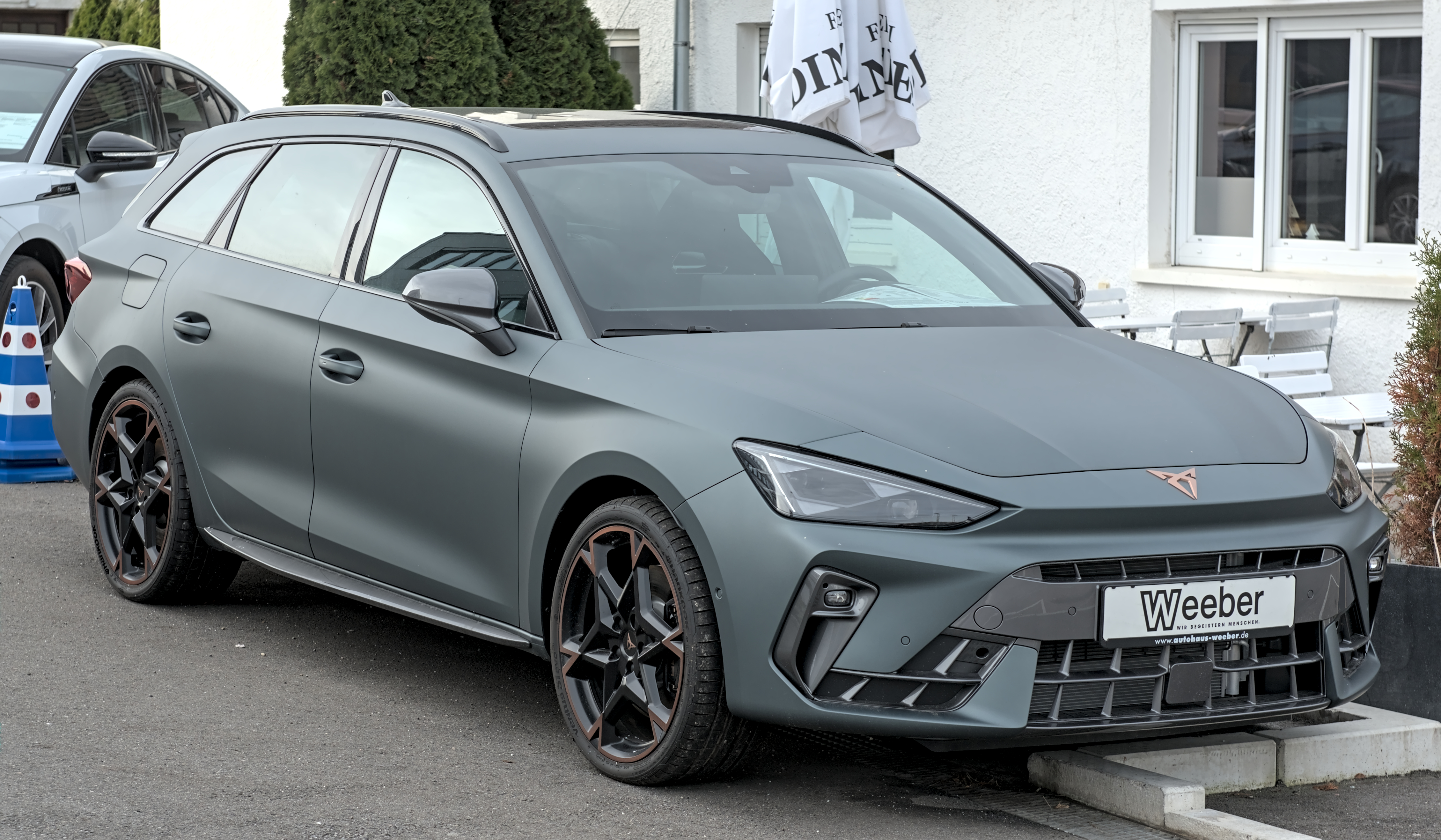
Cupra León ST
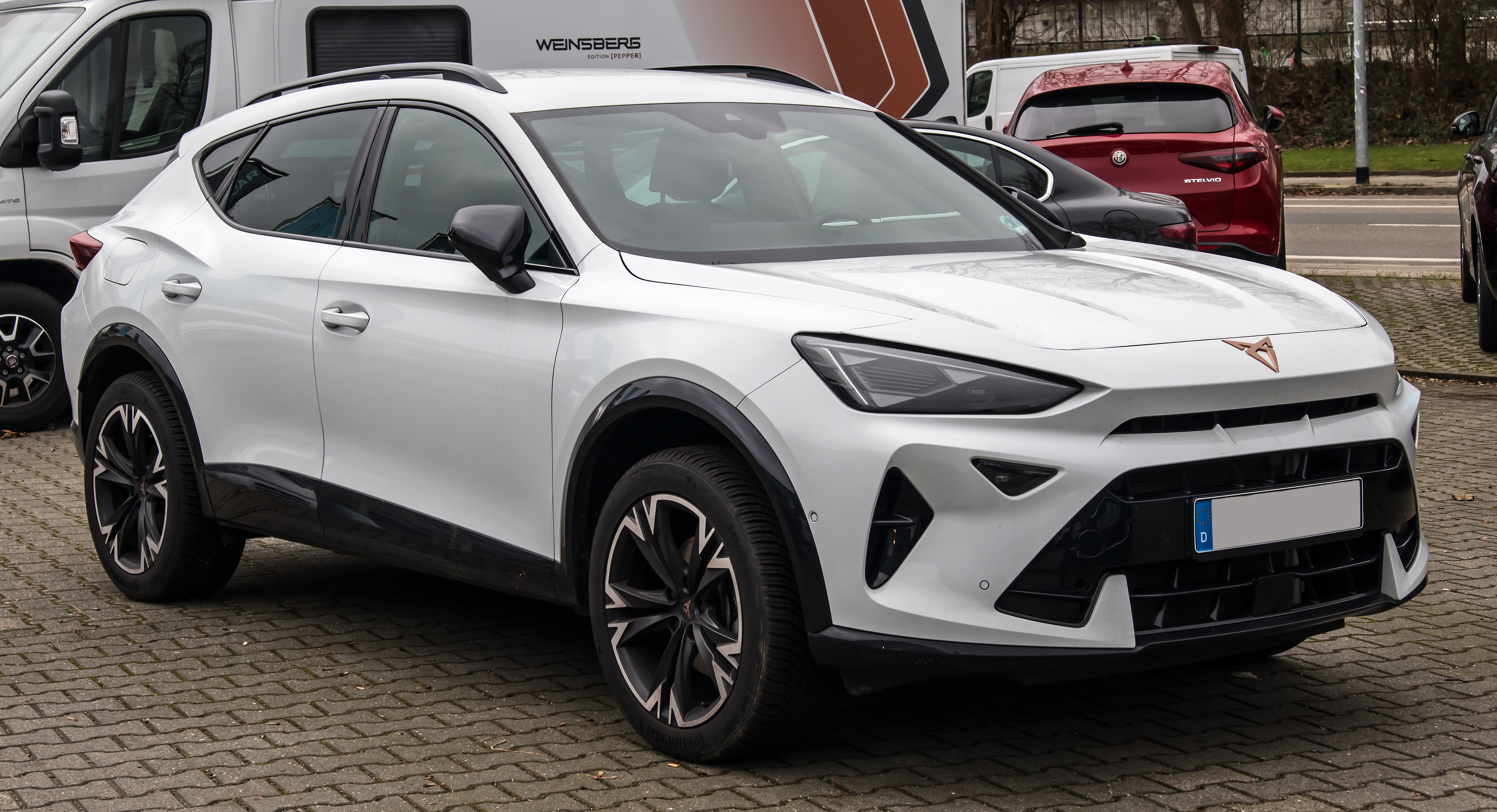
Cupra Formentor
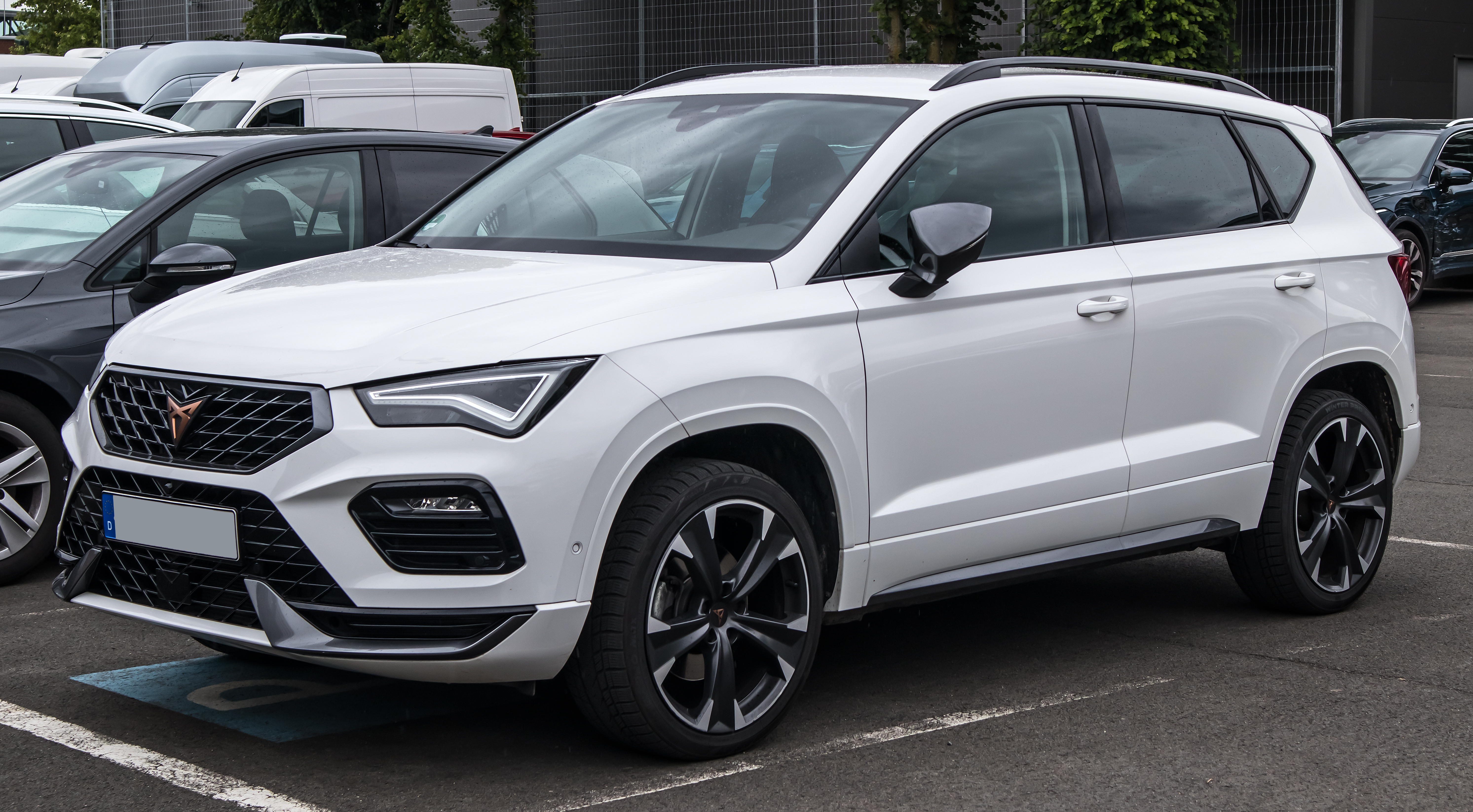
Cupra Ateca
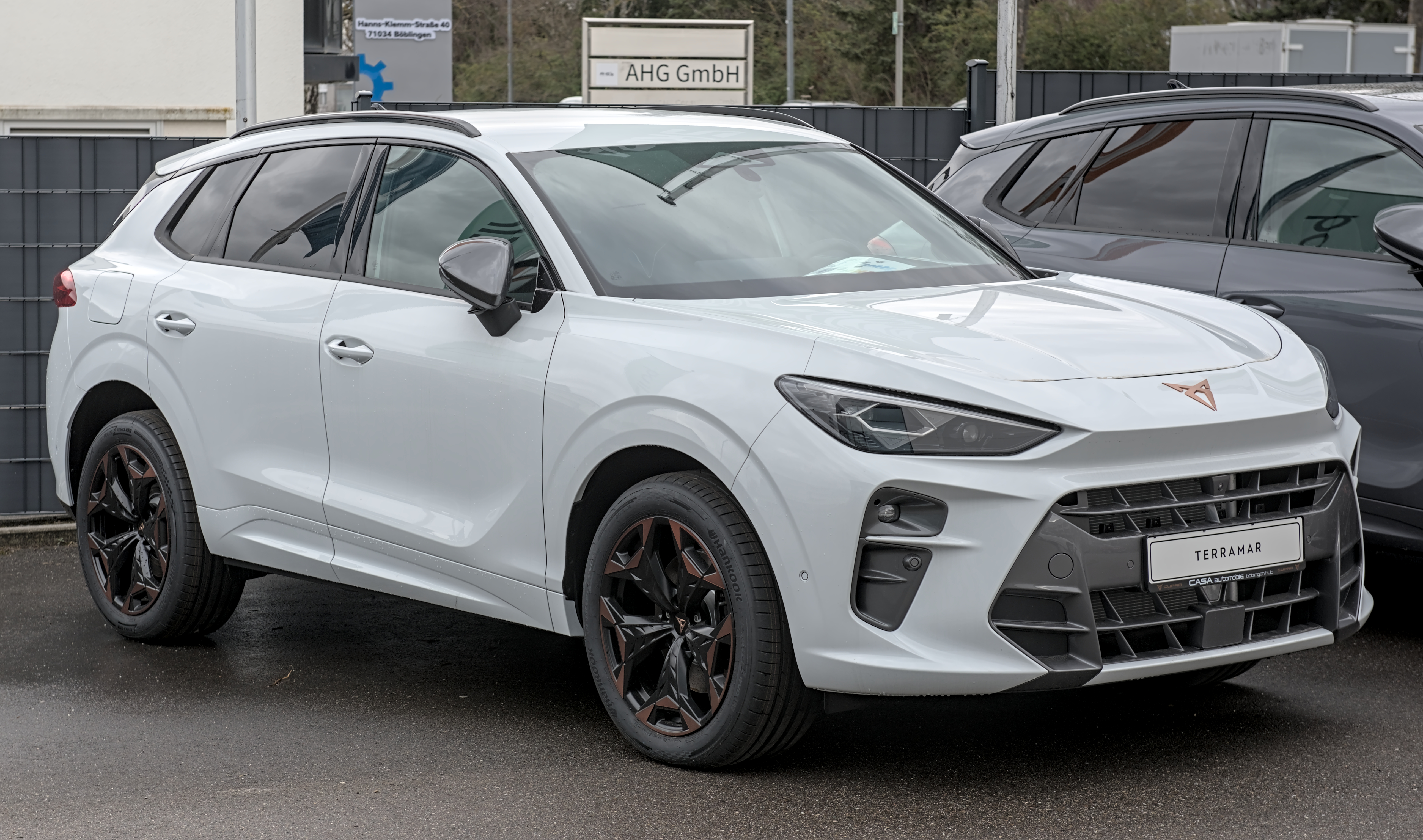
Cupra Terramar
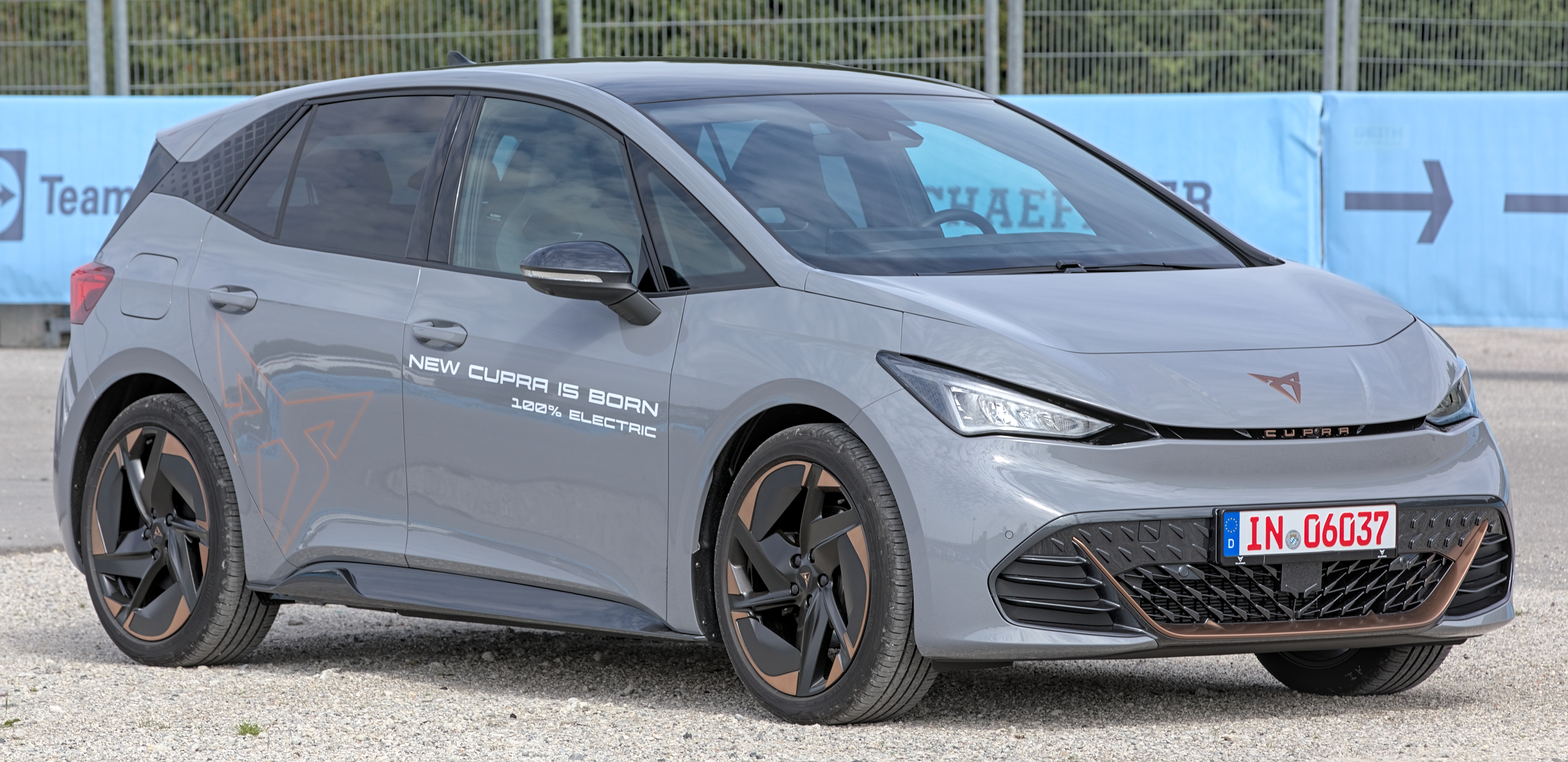
Cupra Born
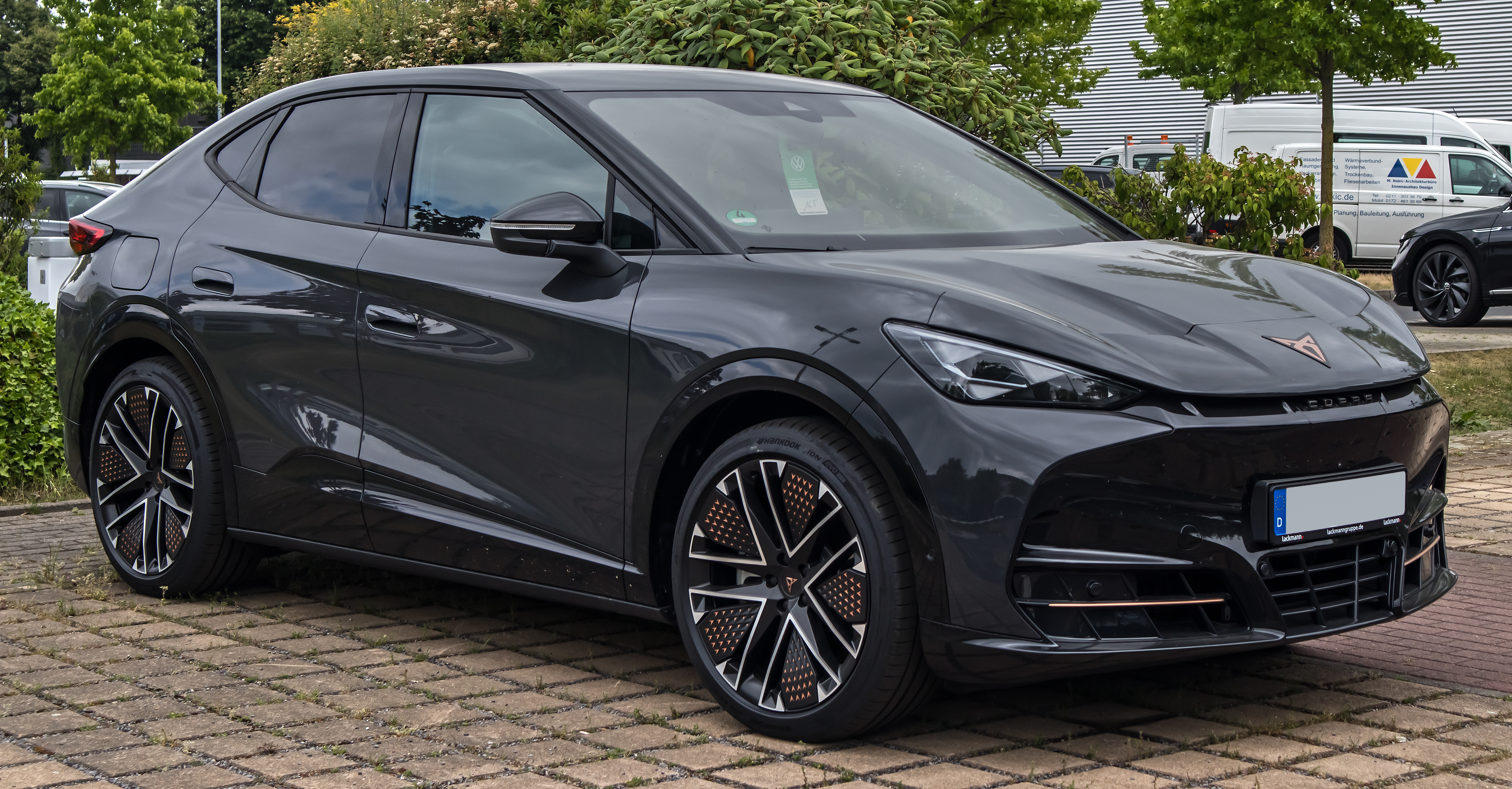
Cupra Tavascan

## Показники виробництва
| рік  | модель | модель | модель    | модель | всього  |
| рік  | Ateca  | León   | Formentor | Born   | всього  |
| ---- | ------ | ------ | --------- | ------ | ------- |
| 2020 | N/A    | N/A    | 11,041    | -      | N/A     |
| 2021 | 4,505  | 13,670 | 58,863    | 4,801  | 81,839  |
| 2022 | 8,841  | 20,070 | 105,568   | 36,153 | 170,632 |
| 2023 | 14,228 | 62,103 | 124,670   | 45,748 | 246,749 |